# Liste des gouverneurs de Caroline du Sud
Le gouverneur est le chef de l'exécutif de l'État de Caroline du Sud, le gouvernement de Caroline du Sud. Il est ex officio commandant en chef de la Garde nationale de l'État lorsque celle-ci n'est pas appelée pour un usage fédéral.
Le 117e et actuel gouverneur est le républicain Henry McMaster depuis le 24 janvier 2017.

## Histoire
Le gouverneur est élu au suffrage universel direct au scrutin uninominal majoritaire à un tour. L'élection se tient le même jour que les élections de mi-mandat américaines. Il est élu pour un mandat de 4 ans, renouvelable une fois (la constitution de Caroline du Sud précise seulement qu'un gouverneur ne peut être élu plus de deux mandats consécutifs mais sans mention du nombre total de mandats).
En 2011, Nikki Haley devient la première femme à occuper le poste de gouverneur de Caroline du Sud, ainsi que la première personne asio-américaine à occuper ce poste, ainsi que la première femme asio-américaine à être gouverneur d'État dans l'ensemble du pays.

## Pouvoirs
Les responsabilités du gouverneur incluent l'établissement et la présentation du budget de l'État, de faire respecter les lois de la Caroline du Sud. Il fait également chaque année un discours sur l'état de l'État devant l'Assemblée générale de Caroline du Sud. 

## Liste des gouverneurs

### État de Caroline du Sud (1776-1788)
| Nom                         | Mandat    | Affiliation politique | Affiliation politique |
| --------------------------- | --------- | --------------------- | --------------------- |
| John Rutledge (président)   | 1776-1778 |                       |                       |
| Rawlins Lowndes (président) | 1778-1779 |                       |                       |
| John Rutledge               | 1779-1782 |                       | Sans affiliation      |
| John Mathews                | 1782-1783 |                       | Sans affiliation      |
| Benjamin Guerard            | 1783-1785 |                       | Sans affiliation      |
| William Moultrie            | 1785-1787 |                       | Sans affiliation      |
| Thomas Pinckney             | 1787-1788 |                       | Fédéraliste           |

### État de Caroline du Sud (depuis 1788)
| Nom                                                             | Mandat      | Affiliation politique | Affiliation politique |
| --------------------------------------------------------------- | ----------- | --------------------- | --------------------- |
| Thomas Pinckney                                                 | 1788-1789   |                       | Fédéraliste           |
| Charles Pinckney                                                | 1789-1792   |                       | Fédéraliste           |
| William Moultrie                                                | 1792-1794   |                       | Républicain-démocrate |
| Arnoldus Vander Horst                                           | 1794-1796   |                       | Fédéraliste           |
| Charles Pinckney                                                | 1796-1798   |                       | Fédéraliste           |
| Edward Rutledge                                                 | 1798-1800   |                       | Fédéraliste           |
| John Drayton                                                    | 1800-1802   |                       | Républicain-démocrate |
| James Burchill Richardson                                       | 1802-1804   |                       | Républicain-démocrate |
| Paul Hamilton                                                   | 1804-1806   |                       | Républicain-démocrate |
| Charles Pinckney                                                | 1806-1808   |                       | Républicain-démocrate |
| John Drayton                                                    | 1808-1810   |                       | Républicain-démocrate |
| Henry Middleton                                                 | 1810-1812   |                       | Républicain-démocrate |
| Joseph Alston                                                   | 1812-1814   |                       | Républicain-démocrate |
| David Rogerson Williams                                         | 1814-1816   |                       | Républicain-démocrate |
| Andrew Pickens                                                  | 1816-1818   |                       | Républicain-démocrate |
| John Geddes (en)                                                | 1818-1820   |                       | Républicain-démocrate |
| Thomas Bennett Jr.                                              | 1820-1822   |                       | Républicain-démocrate |
| John Lyde Wilson                                                | 1822-1824   |                       | Républicain-démocrate |
| Richard Irvine Manning                                          | 1824-1826   |                       | Républicain-démocrate |
| John Taylor                                                     | 1826-1828   |                       | Républicain-démocrate |
| Stephen Decatur Miller                                          | 1828-1830   |                       | Démocrate             |
| James Hamilton Jr.                                              | 1830-1832   |                       | Démocrate             |
| Robert Young Hayne                                              | 1832-1834   |                       | Démocrate             |
| George McDuffie                                                 | 1834-1836   |                       | Démocrate             |
| Pierce Mason Butler                                             | 1836-1838   |                       | Démocrate             |
| Patrick Noble                                                   | 1838-1840   |                       | Démocrate             |
| Barnabus Kelet Henagan                                          | 1840-1840   |                       | Démocrate             |
| John Peter Richardson                                           | 1840-1842   |                       | Démocrate             |
| James Henry Hammond                                             | 1842-1844   |                       | Démocrate             |
| William Aiken                                                   | 1844-1846   |                       | Démocrate             |
| David Johnson                                                   | 1846-1848   |                       | Démocrate             |
| Whitemarsh Benjamin Seabrook                                    | 1848-1850   |                       | Démocrate             |
| John Hugh Means                                                 | 1850-1852   |                       | Démocrate             |
| John Lawrence Manning                                           | 1852-1854   |                       | Démocrate             |
| James Hopkins Adams                                             | 1854-1856   |                       | Démocrate             |
| Robert Francis Withers Allston                                  | 1856-1858   |                       | Démocrate             |
| William Henry Gist                                              | 1858-1860   |                       | Démocrate             |
| Francis Wilkinson Pickens                                       | 1860-1862   |                       | Démocrate             |
| Milledge Luke Bonham                                            | 1862-1864   |                       | Démocrate             |
| Andrew Gordon Magrath (déposé par la Union Army)                | 1864-1865   |                       | Démocrate             |
| Benjamin Franklin Perry (nommé par le président Andrew Johnson) | 1865-1865   |                       | Démocrate unioniste   |
| James Lawrence Orr                                              | 1865-1868   |                       | Conservateur          |
| Robert Kingston Scott                                           | 1868-1872   |                       | Républicain           |
| Franklin J. Moses Jr.                                           | 1872-1874   |                       | Républicain           |
| Daniel Henry Chamberlain                                        | 1874-1877   |                       | Républicain           |
| Wade Hampton III                                                | 1877-1879   |                       | Démocrate             |
| William Dunlap Simpson                                          | 1879-1880   |                       | Démocrate             |
| Thomas Bothwell Jeter                                           | 1880-1880   |                       | Démocrate             |
| Johnson Hagood                                                  | 1880-1882   |                       | Démocrate             |
| Hugh Smith Thompson                                             | 1882-1886   |                       | Démocrate             |
| John Calhoun Sheppard                                           | 1886-1886   |                       | Démocrate             |
| John Peter Richardson                                           | 1886-1890   |                       | Démocrate             |
| Benjamin Ryan Tillman                                           | 1890-1894   |                       | Démocrate             |
| John Gary Evans                                                 | 1894-1897   |                       | Démocrate             |
| William Haselden Ellerbe                                        | 1897-1899   |                       | Démocrate             |
| Miles Benjamin McSweeney                                        | 1899-1903   |                       | Démocrate             |
| Duncan Clinch Heyward                                           | 1903-1907   |                       | Démocrate             |
| Martin F. Ansel                                                 | 1907-1911   |                       | Démocrate             |
| Coleman Livingston Blease                                       | 1911-1915   |                       | Démocrate             |
| Charles Aurelius Smith                                          | 1915-1915   |                       | Démocrate             |
| Richard Irvine Manning III                                      | 1915-1919   |                       | Démocrate             |
| Robert Archer Cooper                                            | 1919-1922   |                       | Démocrate             |
| Wilson Godfrey Harvey                                           | 1922-1923   |                       | Démocrate             |
| Thomas Gordon McLeod                                            | 1923-1927   |                       | Démocrate             |
| John Gardiner Richards                                          | 1927-1931   |                       | Démocrate             |
| Ibra Charles Blackwood                                          | 1931-1935   |                       | Démocrate             |
| Olin Dewitt Talmadge Johnston                                   | 1935-1939   |                       | Démocrate             |
| Burnett Rhett Maybank                                           | 1939-1941   |                       | Démocrate             |
| Joseph Emile Harley                                             | 1941-1942   |                       | Démocrate             |
| Richard Manning Jefferies                                       | 1942-1943   |                       | Démocrate             |
| Olin Dewitt Talmadge Johnston                                   | 1943-1945   |                       | Démocrate             |
| Ransome Judson Williams                                         | 1945-1947   |                       | Démocrate             |
| Strom Thurmond                                                  | 1947-1951   |                       | Démocrate             |
| James Francis Byrnes                                            | 1951-1955   |                       | Démocrate             |
| George Bell Timmerman                                           | 1955-1959   |                       | Démocrate             |
| Ernest Hollings                                                 | 1959-1963   |                       | Démocrate             |
| Donald Stuart Russell                                           | 1963-1965   |                       | Démocrate             |
| Robert Evander McNair                                           | 1965-1971   |                       | Démocrate             |
| John Carl West                                                  | 1971-1975   |                       | Démocrate             |
| James Burrows Edwards                                           | 1975-1979   |                       | Républicain           |
| Richard Wilson Riley                                            | 1979-1987   |                       | Démocrate             |
| Carroll Ashmore Campbell Jr.                                    | 1987-1995   |                       | Républicain           |
| David Beasley                                                   | 1995-1999   |                       | Républicain           |
| James Hovis Hodges                                              | 1999-2003   |                       | Démocrate             |
| Mark Sanford                                                    | 2003-2011   |                       | Républicain           |
| Nikki Haley                                                     | 2011-2017   |                       | Républicain           |
| Henry McMaster                                                  | Depuis 2017 |                       | Républicain           |